# Alexina Graham
Alexina Graham (ur. 17 marca 1991 w Nottingham) – brytyjska modelka.